# La Chevauchée des Outlaws
Pour plus de détails, voir Fiche technique et Distribution.
La Chevauchée des Outlaws (titre original : Tierra brutal) est un film hispanico-américain de Michael Carreras sorti en 1962.

## Synopsis
1870 au Mexique, le bandit Ortega sème la terreur en dépossédant les fermiers de leurs terres. Mais l'arrivée d'un jeune pistolero va bientôt contrecarrer ses plans...

## Fiche technique
- Titre original : Tierra brutal
- Titre anglophone : The Savage Guns
- Réalisation : Michael Carreras
- Scénario : Edmund Morris d'après une histoire de Peter R. Newman
- Directeur de la photographie : Alfredo Fraile
- Montage : Pedro del Rey et David Hawkins (version anglaise)
- Musique : Antón García Abril
- Costumes : Manuel Revuelta
- Production : José Gutiérrez Maesso et Jimmy Sangster
- Genre : Western
- Pays :  Espagne,  États-Unis
- Durée : 83 minutes (1 h 23)
- Dates de sortie :
  - États-Unis : 1er octobre 1962
  - Espagne : 29 octobre 1962 (Madrid), 4 novembre 1963 (Barcelone)
  - France : 3 juin 1964
- Affiche : Enzo Nistri (Italie)

## Distribution
- Richard Basehart (VF : Jacques Dacqmine) : Steve Fallon
- Paquita Rico (VF : Nelly Benedetti) : Franchea (Flora en VF)
- Don Taylor (VF : Marc Cassot) : Mike Summers
- Alex Nicol (VF : Georges Aminel) : Danny Pose
- Manolita Barroso (comme Maria Granada) : Juana
- José Nieto (VF : Yves Brainville) : Ortega
- Fernando Rey (VF : Jean-Henri Chambois) : Don Hernán
- Félix Fernández : Paco
- José Manuel Martin : Segura
- Francisco Camoiras : Manolo